# ابو المنصور احمد
ابوالمنصور احمد (بنگالی: আবুল মনসুর আহমদ، زاده ۳ سپتامبر ۱۸۹۸ – درگذشته ۱۸ مارس ۱۹۷۹) از سیاستمداران، نویسندگان و ژورنالیستهای بنگلادشی بود. او در سال ۱۹۶۰ برندهٔ جایزه جایزه ادبیات آکادمی بنگلا و در ۱۹۷۹ هم از سوی دولت بنگلادش برندهٔ جایزه روز استقلال شد.

## آثار

### رمان
- Satya Mithya (1953)
- Jiban Ksudha (1955)
- Ab-e-Hayat (1968)
- Chouchir
- Pradip o Patanga

### هزلیات
- Aina (1936–1937)
- Food Conference (1944)
- Gulliverer Safar Nama
- Asmani Purdah,

### یادنامه‌ها
- Atto Katha (1978, autobiography)
- Amar Dekha Rajnitir Panchash Bachhar (1969)
- Sher-e-Bangla haite Bangabandhu (1972).
- Bangladesher Culture

## جوایز
- جایزه ادبیات آکادمی بنگلا (۱۹۶۰)
- جایزه روز استقلال (۱۹۷۹)
- مدال طلای نصیرالدین